# План Лондона
План Лондона (англ. London Plan) — документ, определяющий стратегию развития Большого Лондона на период до 2031 года, принятый Администрацией Большого Лондона в 2004 году.
Заменил собой планировочный документ правительства Великобритании, известный под названием RPG3. В окончательном виде был впервые опубликован 10 февраля 2004 года. В документ вносились поправки в 2008, 2011 и незначительные в 2012 годах. Принят на основании закона об администрации Большого Лондона 1999 года.

Субрегионы Лондона (в редакции 2011 г.)

Состоит из 7 глав, посвящённых самой стратегии, районированию, населению, экономике, ответу на изменение климата, транспорту, жилью. Для целей документа Лондон поделён на 5 субрегионов: Север, Юг, Запад, Восток и Центр (включающий 6 районов и Сити). План выделяет центры активности, в том числе центры международной активности — Вест-Энд и Найтсбридж, 11 столичных центров (Бромли, Кройдон и другие), 35 крупных центров (Брикстон и другие), 156 районных центров (Брентфорд и другие), а также 1200 центров местного значения. Согласно целям, предусмотренным в редакции 2011 года, Лондон должен:
1. отвечать задачам роста экономики и населения;
2. быть конкурентоспособным на международном уровне и успешным городом;
3. иметь разнообразные, сильные, безопасные и доступные районы;
4. быть городом, который восхищает чувства;
5. стать мировым лидером по улучшению состояния окружающей среды;
6. быть городом, где каждый имеет лёгкий, безопасный и удобный доступ к рабочим местам, возможностям и удобствам.